# Неожиданная (река, остров Врангеля)
Неожи́данная — река на острове Врангеля в составе Иультинского района Чукотского автономного округа России.
Длина реки составляет 47 км. Протекает по Западному плато острова с севера на юг и впадает в Восточно-Сибирское море в районе мыса Блоссом. Устье реки, сформированное в виде лагуны, получило название «лагуна Вайгач».
Истоки Неожиданной находятся вблизи пика Берегового. Русло прорезает изолированные горные цепи, характерные для центральной части острова.
По состоянию на 2023 год, на реке расположен одноимённый кордон заповедника «Остров Врангеля» — «Неожиданная», который функционирует круглогодично.

## Данные водного реестра
Согласно государственному водному реестру России, река относится к Анадыро-Колымскому бассейновому округу. Речной бассейн — бассейны рек, впадающих в Чукотское море. Водохозяйственный участок — остров Врангеля, входящий в состав островов Чукотского моря в пределах внутренних морских вод и территориального моря Российской Федерации.
Код водного объекта: 19030010012119000084426.